# Zulfikar Ali Bhutto
Zulfikár Ali Bhutto (urdu írással: ذوالفقار علی بھٹو, IPA: [zʊlfɪqɑːɾ ɑli bhʊʈːoː]); szindiül: ذوالفقار علي ڀُٽو) (Larkána, 1928. január 5. – Ravalpindi, 1979. április 4.) pakisztáni ügyvéd és politikus, 1971-től 1973-ig az ország elnöke, 1973-tól 1977-ig miniszterelnök és az ország történelmének egyik legmeghatározóbb vezetője. Ayub Khan diktátor kormányában szolgáló miniszterként tett szert jelentős politikai befolyásra, majd az 1965-ös indo-pakisztáni háborút követően lemondott és a katonai rezsim ellenzékének lett vezető tagja. 1967-ben megalapította a baloldali-populista Pakisztáni Néppártot, amely napjainkig az ország egyik vezető politikai pártja. Az Ayub Khan bukása után tartott 1970-es választásokon többséget nyert Nyugat-Pakisztánban, majd szövetkezett az Ayub-ot követő katonai diktátorral, Yahya Khan-nal, a Kelet-Pakisztánban közel egyhangú támogatást élvező, a Nemzetgyűlés egészében is abszolút többséget nyert Awami Liga ellen, amely konföderális alapon kívánta újraszervezni az országot. Yahya kormányában szolgálva központi szerepet játszott a katonaság Kelet-Pakisztánt erőszakkal térdre kényszerültetni irányuló kísérletében, így a Bangladesi népirtásban is. Miután a hadsereg kudarcot vallott a függetlenségpárti erők és szövetségesük, India ellen és Kelet-Pakisztán Bangladesként független állammá vált, Bhutto lett Yahya utódjaként Pakisztán elnöke.
Elnökként Bhutto vezette az alkotmányozó folyamatot, amely 1973-ban többpárti konszenzussal Pakisztán máig érvényes alkotmányát eredményezte. Az új szövetségi parlamentáris rendszerben a miniszterelnöki pozíciót vette fel. 1972-ben békeszerződést írt alá Indiával, majd a következő évben elismerte Banglades függetlenségét. Pakisztán első szindhi vezetőjeként sikeresen összeegyeztette a provincia kulturális autonómiára irányuló törekvéseit az ország egységével, de keményvonalasan ellenált a pastun és beludzs regionalista és nacionalista mozgalmaknak. Megkísérelte Pakisztán hadseregét a polgári kormány hatalmának alávetni, de az ellenzéki pártokkal való kapcsolatának folyamatos romlása az 1977-es választások után megadta az előbbinek az esélyt, hogy eltávolítsa a hatalomból. Mohammad Ziaul Hakk diktátor bebörtönözte, majd a katonaság befolyása alatt álló bíróságok gyilkosságért halálra ítélték. Belföldi és nemzetközi felháborodás ellenére Zia 1979 április 4-én kivégeztette.

## Halála
1979-ben egy vitatott körülmények közt lefolytatott tárgyalás után felakasztották, azzal a váddal, hogy jóváhagyta egy politikai ellenfele meggyilkolását. Bhutto kivégzését sokan Mohammad Ziaul Hakk tábornok, pakisztáni elnök bosszújának tulajdonították. Bhutto nem kért kegyelmet, s azt családtagjainak is megtiltotta. Zulfikár Ali Bhutto letartóztatása után feleségének, Nuszrat Bhutto  begumnak adta át pártja vezetését. Lányuk, Benazír Bhutto kétszer lett miniszterelnök és az ő pályájának is erőszakos halál vetett véget 2007 végén.